# Масая, Акира
Акира Сакая (яп. 昌谷彰 21 марта 1870,  — 6 декабря 1946, ) — японский политический и государственный деятель. Дважды занимал должность губернатора префектуры Карафуто.
Акира Сакая родился в 1870 году. Окончил Токийский университет. В период с 4 июня 1911 года по 1 июня 1913 года являлся губернатором префектуры Оита в регионе Кюсю. С 9 июня 1914 года по 13 октября 1916 года занимал должность губернатора префектуры Сайтама.
С 13 октября 1916 года по 17 апреля 1919 года Сакая занимал должность губернатора Карафуто. C 11 июня 1924 года по 5 августа 1926 года Масая во торой раз занял должность губернатора Карафуто став таким образом единственным губернатором этой префектуры кторорый занимал эту должность дважды.
Скончался Акира Сакая 6 декабря 1946 года.